# Reithrodon typicus
Reithrodon typicus is een zoogdier uit de familie van de Cricetidae. De wetenschappelijke naam van de soort werd voor het eerst geldig gepubliceerd door Waterhouse in 1837.

## Voorkomen
De soort komt voor in Brazilië , Uruguay en Argentinië.